# Belém (Pará)
Belém ([beˈlẽj], deutsch „Bethlehem“; amtlich portugiesisch Município de Belém) ist eine Großstadt im Norden Brasiliens; sie liegt an der Baía de Guajará, der Mündung des Rio Guamá in den Rio Pará und der Bucht von Marajó. Belém ist die Hauptstadt des Bundesstaates Pará.
Innerhalb der Metropolregion Belém (Grande Belém oder Groß-Belém) bilden Belém (2020: rund 1,5 Mio. Einwohner) und die sich übergangslos anschließenden Nachbarstädte Ananindeua und Marituba das bevölkerungsreichste Ballungsgebiet von Pará mit etwa 2,5 Mio. Einwohnern.
Belém ist, neben Manaus, die wichtigste Stadt des brasilianischen Amazonasgebietes. Den von Mangobäumen gesäumten Straßen der Innenstadt verdankt Belém den Beinamen „cidade das mangueiras“ (Stadt der Mangobäume).

## Geschichte
Die Gegend von Belém gehörte ursprünglich zum Gebiet der Tupinambá-Indianer.
Belém wurde am 12. Januar 1616 von dem portugiesischen Kapitän Francisco Caldeira Castelo Branco gegründet. Die Gründung erfolgte durch die Errichtung der Festung Forte do Presépio (heute als Forte do Castelo bekannt) mit dem Ziel, die Region gegen Eroberungsversuche der Engländer, Franzosen und Holländer zu verteidigen.

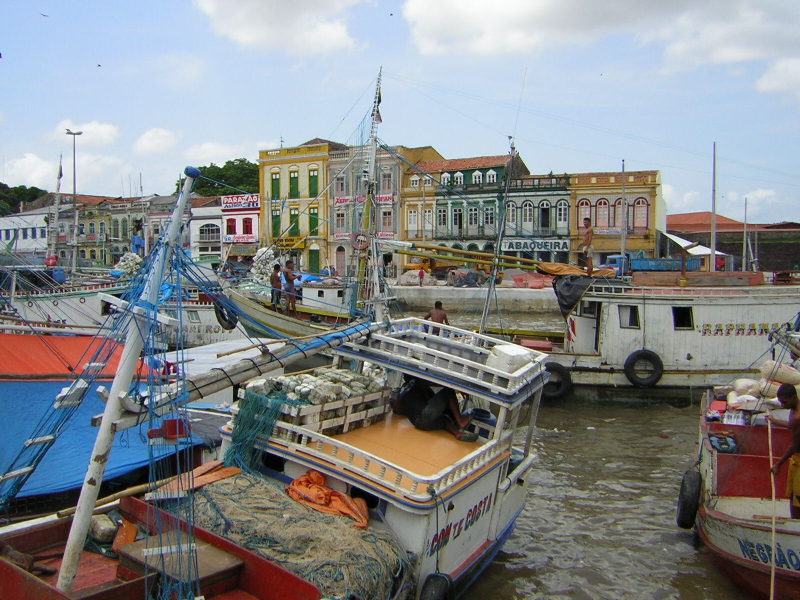
Fischereihafen in Belém

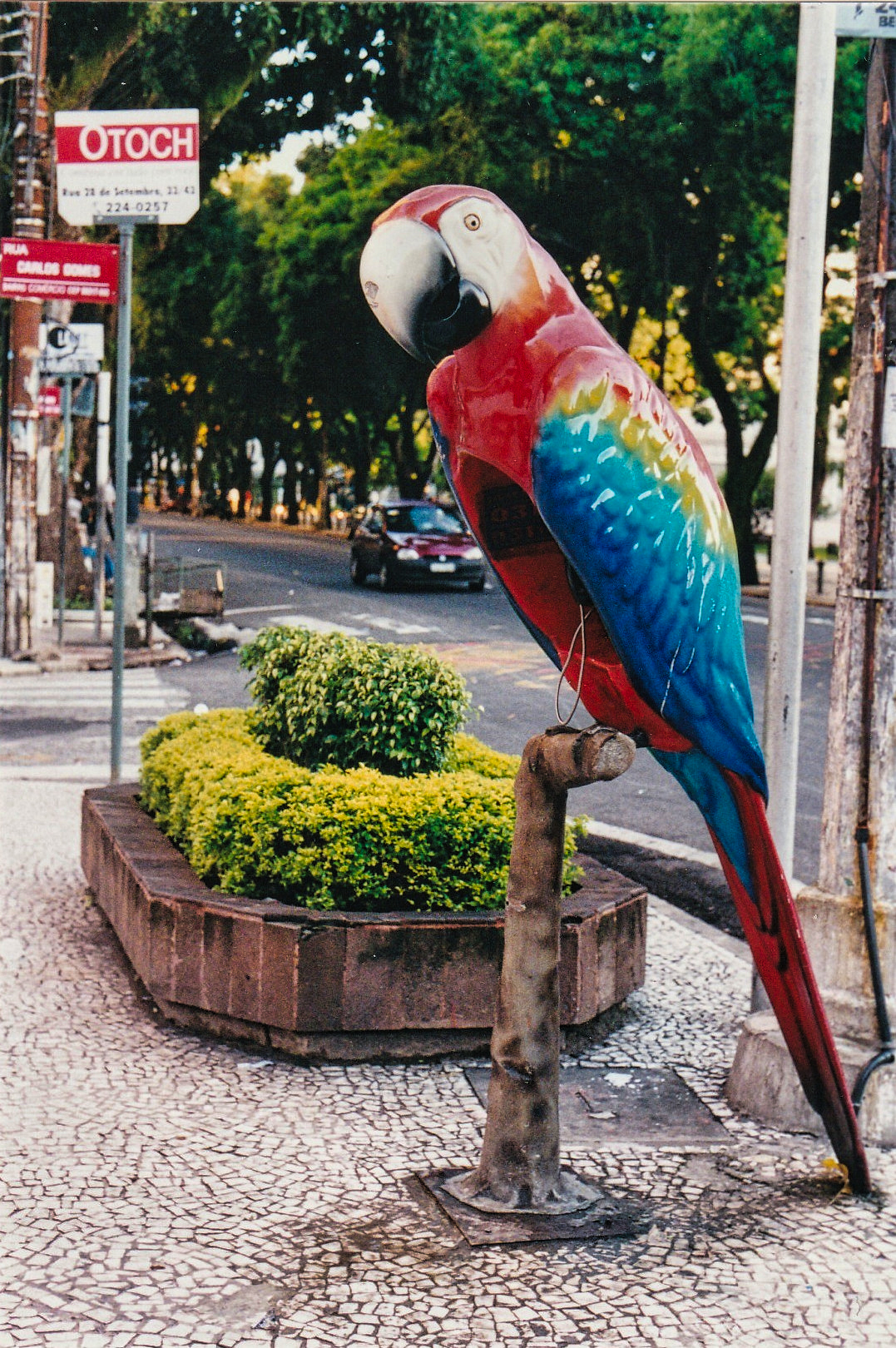
Öffentlicher Telefonautomat in Belém um 2001, vor der Verdrängung durch Smartphones

Die Stadt wurde zunächst Feliz Lusitânia genannt. Danach erhielt sie den Namen Santa Maria do Grão Pará sowie Santa Maria de Belém do Grão Pará, bis sie den heutigen Namen Belém erhalten hat.
Entfernt vom Rest des Landes und stark verbunden mit Portugal hat Belém die brasilianische Unabhängigkeit erst im August 1823 anerkannt, nahezu ein Jahr nach ihrer Erklärung.
Zwischen 1835 und 1840 wurde Belém zum Schauplatz des Aufstandes Revolta dos Cabanos, auch als Cabanagem bekannt. Dieser Aufstand gilt als derjenige mit der authentischsten Beteiligung des Volkes in der Geschichte des Landes.
Durch den Kautschukboom erlangte Belém Ende des 19. und Anfang des 20. Jahrhunderts eine große wirtschaftliche Bedeutung. Aus dieser Zeit stammen Prachtbauten wie etwa das Teatro da Paz (1878), Palácio Antônio Lemos, Palácio Lauro Sodré, Colégio Gentil Bitencourt und der Ver-o-Peso (1901).
Vor der massiven Verbreitung von Smartphones bereicherten papageienförmige öffentliche Telefonautomaten (das sogenannte orelhão) das Stadtbild von Belém. Mit ihrer einzigartigen Form markierten sie die Verbundenheit mit der tropischen Natur und die Nähe zum Museu Paraense Emílio Goeldi.
Bevölkerungsentwicklung der Stadt
| Jahr | Einwohnerzahl |
| ---- | ------------- |
| 1991 | 849.187       |
| 2000 | 1.272.354     |
| 2010 | 1.381.475     |
| 2020 | 1.499.641     |

## Kultur und Sehenswürdigkeiten
Obwohl Belém etwas abseits der üblichen Touristenrouten liegt, sind einige interessante Gebäude und Einrichtungen zu besuchen:

### Theater
Teatro da Paz, auf der Praça da República. Erbaut zur Zeit des Kautschukbooms, aus der viele der historischen Gebäude der Stadt herrühren. Das Theater wurde 2001 renoviert und ist nun wieder in Betrieb.

### Museen und Parks
Wichtige Museen sind:
- Museu de Arte Sacra (religiöse Kunst) mit der ehemaligen Jesuitenkirche São Alexandro
- Museu do Estado (wechselnde Ausstellungen zeitgenössischer Künstler)
- Museu das Onze Janelas (Brasilianische Künstler des 20. Jahrhunderts)
- Zoologisch-Botanischer Garten des Museu Paraense Emílio Goeldi (Parkanlage mit amazonischen Tier- und Pflanzenarten, anthropologische und naturhistorische Ausstellung, Aquarium mit amazonischer Fauna)
- Bosque Rodrigues Álvez (Parkanlage mit Aquarium und Tiergehegen)

### Weitere Bauwerke, Märkte und Anlagen

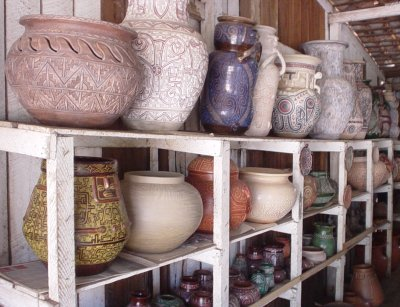
Keramikmanufaktur in Icoaraci

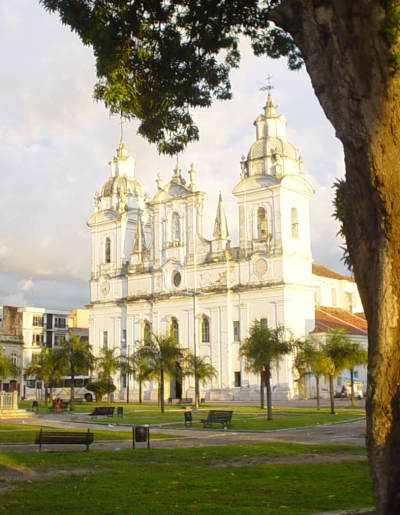
Catedral da Sé in der Altstadt von Belém

- Ver-o-Peso: Fisch- und Gemüsemarkt. Ein Besuch lohnt sich vor allem frühmorgens, wenn die Boote entladen werden. Auf dem Fischmarkt ist die Vielfalt amazonischer Fischarten zu bewundern, an anderer Stelle sind Kräuterstände mit Naturheilmitteln, denen zum Teil magische Eigenschaften zugeschrieben werden.
- Das Fischmarkt-Gebäude am Ver-o-Peso („Schau auf das Gewicht“) ist eine Eisenkonstruktion, die von Henrique la Roque entworfen und 1901 erbaut wurde.
- Forte do Presépio: Festung von Belém, mit archäologischem Museum
- Catedral da Sé: alte Kathedrale von Belém
- Palácio Antônio Lemos
- Palácio Lauro Sodré
- Residência dos Governadores: ehemaliger Gouverneurs-Palast mit kleinem Park, Restaurant und Orchidarium
- Colégio Gentil Bitencourt
- Estação das Docas: ehemalige Hafenanlagen mit Restaurants und Geschäften
- Presídio/Polo Joalheiro: neu eingerichtetes Juweliers- und Kunsthandwerkzentrum in einem ehemaligen Gefängnis.
- Engenho Murucutu: Ruinen der Zuckerrohrverarbeitungsanlage des 18. Jahrhunderts
- Im Stadtteil Icoaraci haben sich kleine Keramikmanufakturen angesiedelt, die Repliken der auf Marajó ausgegrabenen Marajoara-Funde anfertigen

### Universitäten und Forschungseinrichtungen
Belém ist Hauptsitz zweier bundesstaatlicher Universitäten (UFPA, UFRA) und einer Universität unter Trägerschaft des Landes (UEPA). Daneben existieren auch private Hochschulen, z. B. die UNAMA. Der Großraum Belém beherbergt ferner bundesstaatliche Forschungsinstitute wie das Goeldi-Museum, das sich der Erforschung der indigenen Kulturen und der Ökosysteme Amazoniens widmet, und das tropenmedizinische Instituto Evandro Chagas (in Ananindeua).

### Regelmäßige Veranstaltungen
Der Círio (de Nossa Senhora) de Nazaré (seit 1790), jedes Jahr am zweiten Oktoberwochenende veranstaltet, ist das größte Fest der Stadt und gilt als größtes religiöses Fest Brasiliens: bis zu zwei Millionen Menschen kommen in die Stadt und tragen eine Marienstatue in einer Sänfte von der Kathedrale zur Basilika durch die Straßen, daran befestigt ist ein ungefähr 400 Meter langes, starkes Seil. Wer das regelmäßig schwer umkämpfte Seil greifen kann („pegar a corda“), bekommt dafür dem Glauben nach die Sünden vergeben; dieser Brauch führte schon zu schweren Unfällen. Die Prozession verschifft die Marienstatue und begleitet sie in geschmückten Booten über die vorgelegene Bucht. Kindern werden an diesem Tag kleine bemalte Boote und Tierfiguren aus dem leichten Holz der Blattstiele der Buriti-Palme geschenkt, weshalb zum Círio auch Scharen von Händlern aus dem Umland mit selbst gebautem Spielzeug in die Stadt strömen.
Im Jahre 2013 wurde der „Círio de Nazaré“ in Belém in die Repräsentative Liste des immateriellen Kulturerbes der Menschheit der UNESCO eingetragen.

### Kulinarische Spezialitäten
Die Küche der Region Belém ist reich an indigenen Einflüssen. Typische Gerichte sind:
- Maniçoba: Fein zerkleinerte, grüne Blätter der Maniok-Pflanze mit fettem Fleisch und Wurst (erinnert an Grünkohl-Gerichte); wird über mehrere Tage gekocht (traditionell eine Woche), um die in den Blättern enthaltene Blausäure zu zersetzen
- Pato no Tucupi: Ente und Jambú-Gemüse, gekocht in Tucupi
- Tacacá: Brühe aus Tucupi, mit eingesalzenen Garnelen, Jambú und Goma (zu einer geleeartigen Masse verrührte Maniokstärke),
- Açaí (Fruchtfleisch und Saft der Beeren der Kohlpalme Euterpe oleracea): wird u. a. als Nachspeise serviert

Als Beilage ist geröstetes Maniokmehl (geriebene Maniok-Wurzel; farinha, angebraten und gewürzt: farofa) allgegenwärtig, dazu werden Reis, schwarze Bohnen und verschiedene kalte Würzsoßen mit Korianderblättern (cheiro verde), kleingeschnittenen Tomaten und Zwiebeln oder mit Peperoni und anderen scharfen Beeren (pimenta) gereicht. Als Nachspeise empfehlen sich die süßen Cremes mit Fruchtfleisch von Bacurí (Platonia insignis, Clusiaceae) und Cupuaçu (Theobroma grandiflorum, Malvaceae).

## Verkehr
Der Flughafen der Stadt heißt Aeroporto Internacional de Belém.

## Klima
|                       | Jan  | Feb  | Mär  | Apr  | Mai  | Jun  | Jul  | Aug  | Sep  | Okt  | Nov  | Dez  |   |      |
| Mittl. Tagesmax. (°C) | 30,9 | 30,5 | 30,4 | 30,8 | 31,3 | 31,7 | 31,7 | 32,1 | 32,1 | 32,2 | 32,3 | 31,9 | ⌀ | 31,5 |
| Mittl. Tagesmin. (°C) | 22,1 | 22,2 | 22,4 | 23,0 | 22,6 | 22,1 | 21,7 | 21,7 | 21,7 | 21,6 | 21,9 | 22,0 | ⌀ | 22,1 |
|                       |      |      |      |      |      |      |      |      |      |      |      |      |   |      |
| Niederschlag (mm)     | 361  | 419  | 432  | 354  | 304  | 140  | 141  | 125  | 139  | 115  | 120  | 200  | Σ | 2850 |
|                       |      |      |      |      |      |      |      |      |      |      |      |      |   |      |
| Sonnenstunden (h/d)   | 4,4  | 3,5  | 3,3  | 4,1  | 6,0  | 7,5  | 8,2  | 8,3  | 7,6  | 7,4  | 6,8  | 5,8  | ⌀ | 6,1  |
|                       |      |      |      |      |      |      |      |      |      |      |      |      |   |      |
| Regentage (d)         | 25   | 24   | 26   | 25   | 22   | 18   | 15   | 15   | 16   | 13   | 13   | 18   | Σ | 230  |
|                       |      |      |      |      |      |      |      |      |      |      |      |      |   |      |
| Wassertemperatur (°C) | 27   | 27   | 27   | 27   | 27   | 27   | 27   | 27   | 27   | 27   | 27   | 27   | ⌀ | 27   |
|                       |      |      |      |      |      |      |      |      |      |      |      |      |   |      |
| Luftfeuchtigkeit (%)  | 86   | 91   | 91   | 91   | 88   | 86   | 85   | 84   | 84   | 83   | 83   | 86   | ⌀ | 86,5 |

| 22,1 |

| 22,2 |

| 22,4 |

| 23,0 |

| 22,6 |

| 22,1 |

| 21,7 |

| 21,7 |

| 21,7 |

| 21,6 |

| 21,9 |

| 22,0 |

| 22,1 |

| 22,2 |

| 22,4 |

| 23,0 |

| 22,6 |

| 22,1 |

| 21,7 |

| 21,7 |

| 21,7 |

| 21,6 |

| 21,9 |

| 22,0 |

Das Klima ist extrem warm mit nur geringen Schwankungen. Die Temperatur fällt nur selten unter 20 °C.